# デスティニー・デイヴィス
デスティニー・デイヴィス（Destiny Davis、1985年8月24日 - ）は米国のアダルトモデル。ポルノ雑誌『PLAYBOY』2005年1月号のプレイメイト・オブ・ザ・マンス。
16歳で高校を卒業した後、豪華リゾート地で公認救助員になることを目指しラスベガスに乗り込んだ行動力を持つ。デイヴィスがラスベガスのビキニ・コンテストで優勝した後、彼女の良き友でプレイメイト経験者のアンジェラ・メリーニが『PLAYBOY』に写真を送り、2005年1月のプレイメイトとして採用された。デイヴィスはダリーン・カーティスらと同じく、陰毛を陰部から肛門にかけてすみずみまで毛根の痕跡すら残さず完璧に除去して撮影に臨んだ、新しいタイプのプレイメイトの1人である。
2005年8月にE!テレビで放送されたリアリティ番組『The Girls Next Door』の複数のエピソードに出演した。
『PLAYBOY』のインタビューでは「クッキーの食べすぎ」で健康状態が悪化したと告白した。
デイヴィスは現在ネバダ大学ラスベガス校で経済と商法を学んでいる。

## 註
1. ↑  PLAYBOYonline Destiny Davis
2. ↑  Destiny Davis - About me
3. ↑  Playboy Playmate Review, 2006
4. ↑  Playboy, January 2005